# Communauté de communes Tille et Venelle
Die Communauté de communes Tille et Venelle ist ein französischer Gemeindeverband mit der Rechtsform einer Communauté de communes im Côte-d’Or in der Region Bourgogne-Franche-Comté. Sie wurde am 12. Dezember 2016 gegründet und umfasst 18 Gemeinden. Der Verwaltungssitz befindet sich im Ort Selongey.

## Historische Entwicklung
Der Gemeindeverband entstand mit Wirkung vom 1. Januar 2017 durch die Fusion der Vorgängerorganisationen
- Communauté de communes du Canton de Selongey und
- Communauté de communes des Sources de la Tille.[3]

## Mitgliedsgemeinden
| Gemeinde                                | Einwohner 1. Januar 2022 | Fläche km² | Dichte Einw./km² | Code INSEE | Postleitzahl |
| --------------------------------------- | ------------------------ | ---------- | ---------------- | ---------- | ------------ |
| Avot                                    | 189                      | 21,67      | 9                | 21041      | 21580        |
| Barjon                                  | 34                       | 4,57       | 7                | 21049      | 21580        |
| Boussenois                              | 106                      | 12,49      | 8                | 21096      | 21260        |
| Busserotte-et-Montenaille               | 33                       | 6,56       | 5                | 21118      | 21580        |
| Bussières                               | 44                       | 6,31       | 7                | 21119      | 21580        |
| Chazeuil                                | 187                      | 18,55      | 10               | 21163      | 21260        |
| Courlon                                 | 76                       | 9,86       | 8                | 21207      | 21580        |
| Cussey-les-Forges                       | 147                      | 23,32      | 6                | 21220      | 21580        |
| Foncegrive                              | 128                      | 10,13      | 13               | 21275      | 21260        |
| Fraignot-et-Vesvrotte                   | 72                       | 11,73      | 6                | 21283      | 21580        |
| Grancey-le-Château-Neuvelle             | 262                      | 27,55      | 10               | 21304      | 21580        |
| Le Meix                                 | 43                       | 10,61      | 4                | 21400      | 21580        |
| Orville                                 | 177                      | 2,24       | 79               | 21472      | 21260        |
| Sacquenay                               | 287                      | 22,13      | 13               | 21536      | 21260        |
| Salives                                 | 196                      | 47,85      | 4                | 21579      | 21580        |
| Selongey                                | 2.394                    | 46,42      | 52               | 21599      | 21260        |
| Vernois-lès-Vesvres                     | 156                      | 11,51      | 14               | 21665      | 21260        |
| Véronnes                                | 402                      | 19,20      | 21               | 21667      | 21260        |
| Communauté de communes Tille et Venelle | 4.933                    | 312,70     | 16               | –          | –            |